# Guerra tanzano-ugandesa
La Guerra de Uganda-Tanzania o guerra tanzano-ugandesa, conocida en Tanzania como la Guerra de Kagera (en suajili: Vita vya Kagera) y en Uganda como la Guerra de Liberación de 1979, fue un conflicto armado que se libró entre Uganda y Tanzania desde octubre de 1978 hasta junio de 1979 y condujo al derrocamiento del presidente ugandés Idi Amin. La guerra fue precedida por un deterioro de las relaciones entre Uganda y Tanzania tras el derrocamiento en 1971 por parte de Amin del presidente Milton Obote, que era cercano al presidente de Tanzania, Julius Nyerere. Durante los años siguientes, el régimen de Amin se desestabilizó por purgas violentas, problemas económicos y descontento en las Fuerzas Armadas de Uganda.
Las circunstancias que rodearon el estallido de la guerra no están claras y existen diferentes versiones de los hechos. En octubre de 1978, las fuerzas ugandesas comenzaron a realizar incursiones en Tanzania. Más tarde ese mes, el ejército ugandés lanzó una invasión, saqueando propiedades y matando civiles. Los medios oficiales ugandeses anunciaron la anexión de la región de Kagera. El 2 de noviembre, Nyerere declaró la guerra a Uganda y movilizó a la Fuerza de Defensa del Pueblo de Tanzania (TPDF) para recuperar el saliente. Nyerere también movilizó a los rebeldes ugandeses leales a Obote y Yoweri Museveni para debilitar el régimen de Amin. Después de que Amin no renunciara a sus reclamos sobre Kagera y la Organización de la Unidad Africana (OUA) no condenara la invasión ugandesa, la TPDF ocupó las ciudades de Masaka y Mbarara en el sur de Uganda.
Mientras el TPDF se preparaba para despejar el camino hacia la capital ugandesa de Kampala, Muamar el Gadafi, el líder de Libia y aliado de Amin, envió varios miles de tropas a Uganda para ayudar al Ejército ugandés. La Organización para la Liberación de Palestina (OLP) también envió una serie de guerrilleros para ayudar a Amin. En marzo, la mayor batalla de la guerra ocurrió cuando los rebeldes tanzanos y ugandeses derrotaron a una fuerza combinada ugandesa, libia y palestina en Lukaya. La pérdida de Lukaya llevó al Ejército ugandés a comenzar a derrumbarse. Nyerere creía que los rebeldes ugandeses debían tener tiempo para organizar su propio gobierno para suceder a Amin. Patrocinó una conferencia de rebeldes y exiliados en Moshi más tarde ese mes, donde se fundó el Frente de Liberación Nacional de Uganda (UNLF). Libia terminó su intervención a principios de abril y sus tropas abandonaron el país. El 10 de abril, una fuerza combinada TPDF-UNLF atacó Kampala y la aseguró al día siguiente. Amin huyó al exilio mientras se establecía un gobierno del UNLF. En los meses siguientes, el TPDF ocupó Uganda, donde sólo encontró resistencia dispersa. En junio, aseguró la frontera entre Uganda y Sudán, poniendo fin a la guerra.
La guerra dañó gravemente la frágil economía de Tanzania y causó daños duraderos en Kagera. También tuvo graves consecuencias económicas en Uganda y provocó una ola de delincuencia y violencia política mientras el gobierno del Frente de Liberación de Uganda luchaba por mantener el orden. Los desacuerdos políticos y la persistencia de los restos del ejército ugandés en las regiones fronterizas condujeron finalmente al estallido de la guerra civil ugandesa en 1980.

## Antecedentes
Tanto Uganda en 1962 (como una federación de reinos y estados a cargo del kabaka —rey— de Buganda) y Tanzania en 1961 (como Tanganika, a la que se le unió Zanzíbar tres años después) recibieron la independencia del Imperio británico, durante los años sesenta se hicieron miembros de la Mancomunidad Británica de Naciones y la recién fundada Organización para la Unidad Africana.
Mientras el presidente tanzano Julius Nyerere realizó políticas progresistas de corte socialistas y de no-alineamiento en plena Guerra Fría, su país vecino, primero bajo su primer ministro Milton Obote, tenía problemas por el poder con el kabaka Mutesa II debido a los programas socialistas de Obote. Otro punto de distensión fue su relación con Gran Bretaña: mientras Mutesa II buscaba tener una mayor cercanía, Obote deseaba no-alinearse y hasta llegar a hacer algunos lazos con el Bloque del Este (siempre evitando el enfrentarse a los británicos), como había hecho Tanzania y Nigeria.
En marzo de 1966 Obote descubrió que el kabaka planeaba deponerlo debido a un problema de corrupción, por lo que reemplazó a Mutesa II y canceló la constitución: proclamó la república, con él como presidente, y dejó al kabaka sin más poder que su dominio sobre su tradicional territorio en Buganda. Para ello, Obote usó la influencia del general del Ejército del Pueblo de Uganda (Uganda People's Army, UPA) Idi Amin. Cuando Mutesa II intentó independizar a Buganda del resto del país, Obote y Amin ordenaron el asalto de su palacio y lo forzaron a exiliarse en Gran Bretaña, donde murió en 1969 en extrañas circunstancias. Tras esto, Obote consiguió el poder absoluto e inició una serie de reformas de corte socialista y antitribalistas pero, en 1971, cuando Obote se encontraba en un viaje diplomático en Singapur, fue derrocado por Amin. 
Durante el gobierno de Obote, ugandeses y tanzanos gozaron de relaciones muy cercanas y políticas muy similares. Aprovechando su cercanía a otros líderes africanos Obote aprovechó para hacer crecer la economía de su país a pesar de los problemas políticos vividos desde 1966. Nyerere y Obote, junto a Kenneth Kaunda en Zambia, buscaron dejar al margen de la Guerra Fría al continente africano pero dicho proyecto se acabó con la llegada de Amin al poder.

### El gobierno de Amin
Tras su derrocamiento, Obote se estableció en Dar es Salaam, capital de Tanzania, y consiguió que Nyerere diera apoyo a grupos rebeldes en Uganda y refugio a opositores de las persecuciones de Amin. Durante los setenta, Amin llevó a cabo un radical programa antioccidental y en particular anglófobo sin el apoyo de ningún país vecino, al contrario de Nyerere, quien tenía buenas relaciones con británicos y soviéticos. Por su parte, el dictador ugandés, personaje muy paranoico, empezó a creer que sus vecinos de Kenia y Tanzania conspiraban para derrocarlo. De hecho, en 1972, un grupo de exiliados ugandeses en Tanzania intento invadir Uganda aliados con Obote, pero fueron derrotados.
Tras la famosa Operación Entebbe, en la que comandos israelíes rescataron a los pasajeros de un avión de Air France secuestrado por terroristas del FPLP-OE y dos miembros de las Células Revolucionarias alemanas el 4 de julio de 1976, estos usaron una estación médica en Kenia para atender a sus heridos.
El gobierno de Amin rápidamente había empezado también a llevar actos genocidas: entre 1971 y 1973, llevó a cabo matanzas de langos y acholis, dos tribus con mucha influencia en el ejército; además, la primera era la etnia de Obote. Otros actos empezaron a llamar la atención del mundo, lo que afectó negativamente a sus vecinos acerca de la visión que el mundo tenía de ellos. En agosto de 1972, inició la Guerra Económica Ugandesa que significó la expulsión de todos los asiáticos que vivían en el país y la apropiación de sus bienes en manos de cercanos del régimen.  
Amin también se hizo famoso por su antisemitismo, rompió relaciones con Israel, lo que le permitió atraer la ayuda económica de países árabes como Libia y sus riquezas petrolíferas, por lo que Amin apoyó a la causa palestina. Esto lo hizo enfrentarse a sus vecinos de Kenia, Tanzania y Zaire, que recibían el apoyo militar, financiero y tecnológico israelí.
Nyrere nunca respetó a Amin, a quien veía como un déspota megalómano y psicópata, como Mobutu Sese Seko en Zaire desde 1965, Jean-Bédel Bokassa en la República Centroafricana desde 1966 o Francisco Macías Nguema en Guinea Ecuatorial desde 1968. Aunque Nyerere tampoco llevó a cabo un gobierno democrático, pero si al menos era en comparación más progresista y humanitario que el del resto de sus vecinos. Cuando la OUA eligió a Amin su presidente honorario para 1975 Nyerere se sintió humillado. 
Nyerere no era el único con dicha opinión de Amin, porque en el documental francés Général Idi Amin Dada: Autoportrait (1974), el director Barbet Schroeder mostró un personaje infantil y vicioso que gobernaba con caprichos. Los Estados europeos empezaron a cortar sus lazos con Amin, lo que no llevó a su caída aunque sí logró aislarlo bastante del resto del mundo.

### El motín del Batallón Simba
El régimen de Amin dependía de dos factores: el ejército y las policías secretas que creó, llamadas SRB (State Research Bureau) y PSU (Public Safety Unit). En 1978 estos factores chocaron, el general Mustafa Adrisi, compañero y vicepresidente de Amin, resultó herido en un accidente de carretera (método muy usual de Amin para encubrir asesinatos), quizá porque lo veía como un posible rival.     
De todas formas, esto llevó a que el Batallón Simba de Adrisi se amotinara en octubre para vengarlo. Amin huyó de Kampala y logró reunir a sus tropas hasta que forzó a las tropas del batallón a huir al sur, hacia Tanzania. Grupos rebeldes ugandeses, como el FRONASA de Yoweri Museveni, ayudaron a los sublevados con una serie de incursiones que forzaron a las fuerzas gubernamentales a dividir sus fuerzas, permitiendo a los sobrevivientes del batallón llegar al territorio tanzano. Amin acusó a Nyerere de haber ayudado al motín y, para evitar dar una imagen de debilidad en su país, decidió invadir Tanzania.

## La guerra

### Invasión de Kagera

Uganda ocupó el área al norte del río Kagera, el actual distrito de Missenyi (en rojo).

El 30 de octubre, Amin inició el asalto de la región de Kagera. Los ugandeses eligieron dicha región por estar escasamente poblada, estar limitada por el río Kagera y no hallarse rebeldes ni tanzanos en el territorio. Tomaron el saliente sin oposición, aunque los informes de inteligencia de sus enemigos indican que la acción fue más planeada y organizada. Amin justificó la invasión de Kagera en represalia por las acciones de los rebeldes y amotinados, pero cuando oyó que sus fuerzas consiguieron capturar Kagera, declaró que el saliente había sido "liberado y anexionado al Imperio de África Oriental". El desafío a Nyerere no fue perdonado.

### Reacción tanzana

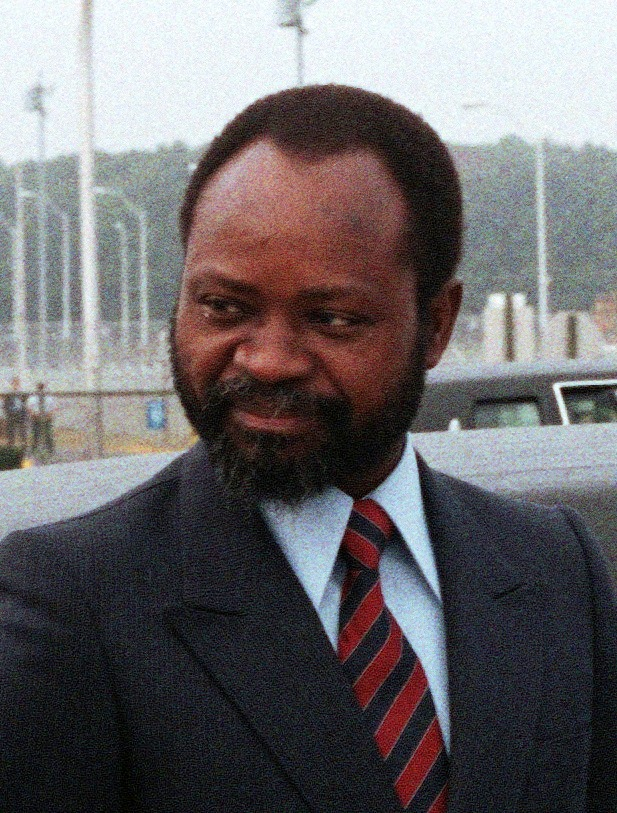
La República Popular de Mozambique bajo el mando de Samora Machel fue uno de los pocos países que ayudaron a Tanzania durante la guerra.

La Fuerza Popular para la Defensa de Tanzania (Tanzania People's Defence Force, TPDF) era en esas fechas un ejército profesional entrenado por oficiales ingleses y con equipo británico y soviético, aunque más pequeño que el ugandés. Para compensar esta desventaja, en el curso de las primeras semanas se añadieron como reservas a policías, gendarmes, guardias nacionales y milicias de voluntarios. Adicionalmente, se les sumó una alianza de los ugandeses exiliados en Tanzania, el Frente Nacional para la Liberación de Uganda (Uganda National Liberation Front, UNLF) y su brazo armado, el Ejército Nacional para la Liberación de Uganda (Uganda National Liberation Army, UNLA), al mando de Tito Okello, Museveni y Obote. 
El ejército de Amin estaba debilitado, no solo por el motín de los Simba sino también por las purgas de oficiales competentes de origen acholí y lango. Sus tropas estaban mal entrenadas, pobremente equipadas, e inadecuadamente vestidas y abastecidas. En muchos lugares, las tropas del UPA preferían dedicarse a saquear pueblos a luchar y, al llegar sus enemigos, preferían huir. De esta manera, los ugandeses retrocedieron al norte hacia Kampala rápidamente.

### Intervención libia

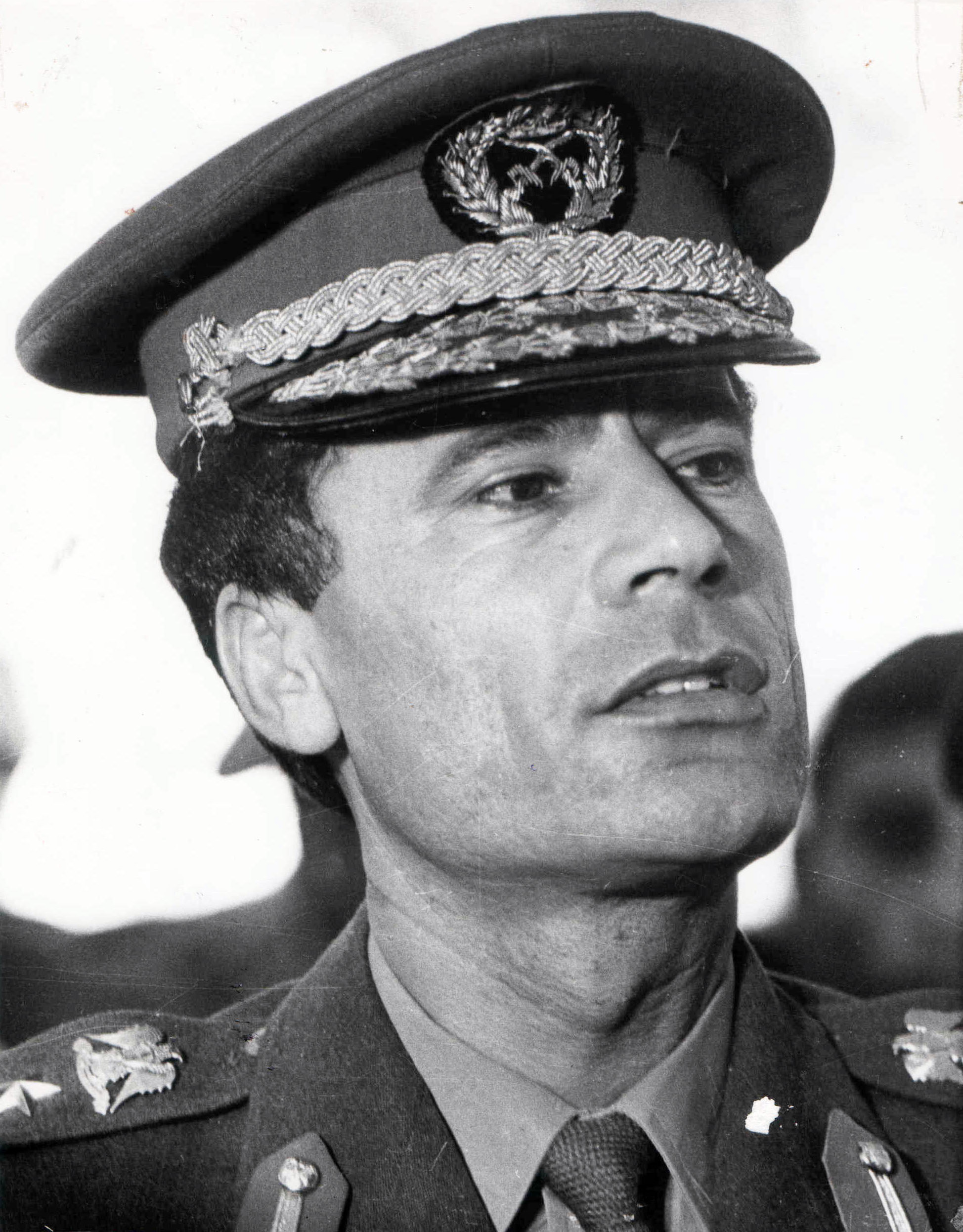
El líder libio Muamar el Gadafi suministró tropas y material a Uganda durante la guerra.

El coronel Muamar el Gadafi, líder de Libia y aliado cercano de Amin, se enteró de que el TPDF estaba avanzando desde el sur hacia Kampala y Entebbe, las mayores ciudades ugandesas, por lo que envió algunos miles de soldados a ayudar en su defensa. Entre ellos había regulares de su ejército, milicianos y mercenarios subsaharianos de la llamada Legión Islámica.  
El frente se estancó en el pantano de Lukaya, un área de difícil paso, el 10 de marzo de 1979. La 201.ª Brigada del TPDF intentó cruzarlo por una carretera que lo pasaba por la zona suroeste, pero los libios la repelieron, pero dos días después, las brigadas 201.ª y 208.ª lanzaron un ataque conjunto que forzó a los libios a retroceder. Lo peor fue que las tropas de la UPA se dedicaron a retroceder saqueando las zonas dejando a los libios el trabajo de contener el avance tanzano.

### La caída de Amin

Movimientos de tropas antes y después de la batalla de Lukaya.

Tras esta batalla, el TPDF avanzó casi sin oposición y a inicios de abril tomo Entebbe, aislando a Amin en su capital. El 10 de abril cayó Kampala y en la siguiente jornada Amin logró huir a su provincia natal del Nilo Occidental (West Nile), supuestamente para reunir tropas con las que resistir; en realidad, tras llegar allí, escapó a Libia y, finalmente, a Arabia Saudita.

## Consecuencias

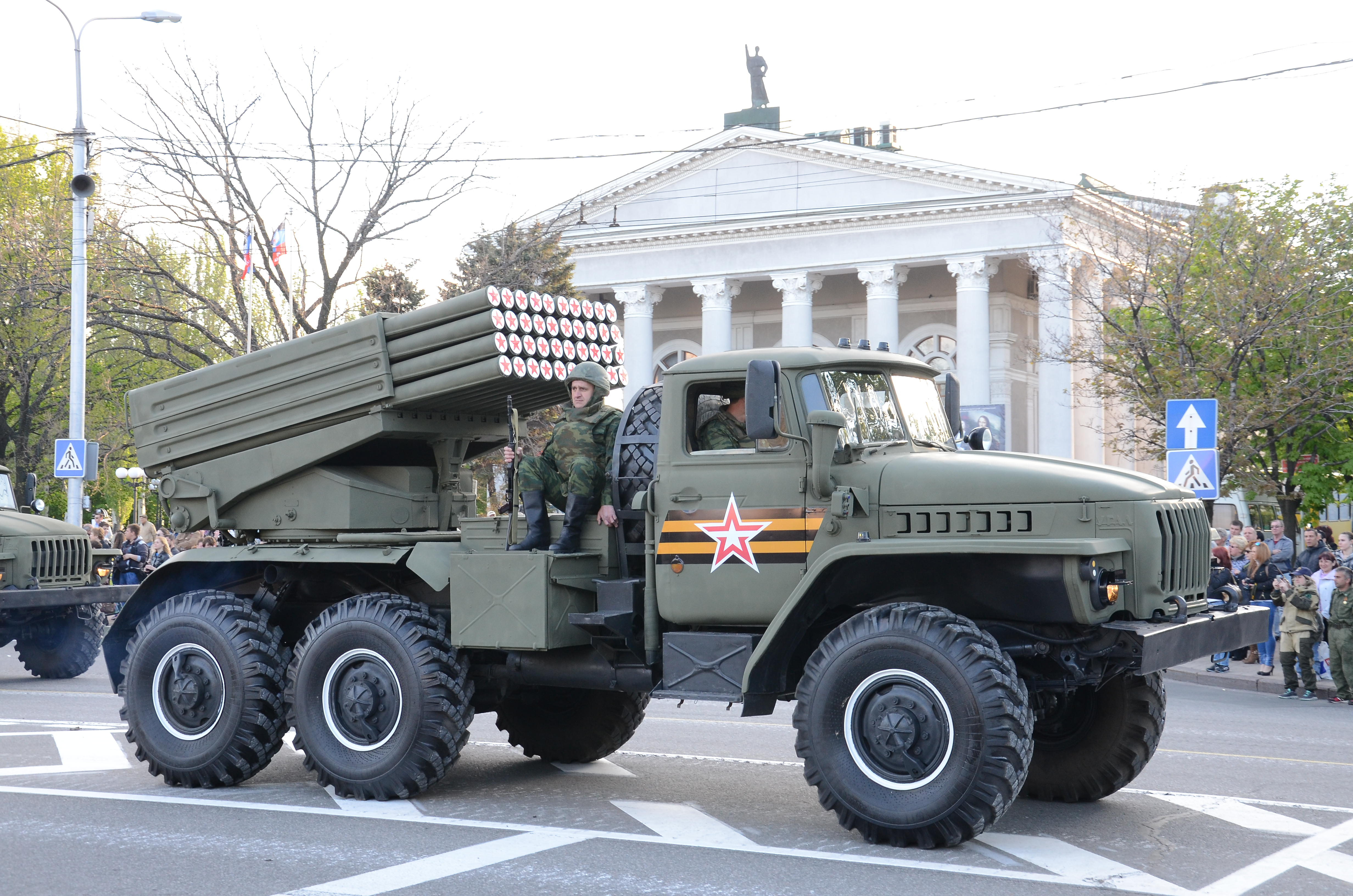
La Fuerza de Defensa del Pueblo de Tanzania utilizó lanzacohetes BM-21 Grad (en la foto se ve un ejemplo en servicio ruso) con gran eficacia durante la guerra entre Uganda y Tanzania.

Tanzania ocupó toda Uganda durante 1979 y el UNLF empezó a organizar un gobierno. El abogado Yusufu Lule asumió el cargo de presidente provisional de Uganda, pero fue sustituido en junio de 1979 por Godfrey Binaisa y luego por dos comités, la Comisión Consultativa Nacional (NCC) y entonces la Comisión Presidencial de Uganda (PCU). En diciembre de 1980, Obote y su Congreso Popular de Uganda (Uganda People's Congress, UPC) ganaron las elecciones generales y tomaron el poder pero Museveni, entonces un alto oficial del UNLA y oponente de Obote se sublevó, lo que llevó a una nueva guerra civil.
Políticamente, la guerra fue una derrota total para Gadafi, ya que perdió a su mayor aliado en el África Subsahariana y sus fuerzas sufrieron muchas bajas y pérdidas de material bélico. Esto no evitó que interviniera en otros conflictos, internos como los de Sudán y Chad, donde envió a su Legión Islámica y a sus propios soldados, y en Sierra Leona y Liberia, donde armó y entrenó a soldados del presidente liberiano Charles Taylor y del grupo rebelde sierraleonés Frente Revolucionario Unido.
Para Nyerere, la guerra fue un triunfo, lo que llevó a que Tanzania fuera uno de los pocos países estables en África Oriental aunque su sueño de no-alineamiento para el continente se vio arruinado por las guerras de Angola y Mozambique. Los países occidentales celebraron la derrota de Amin, quien cada vez se mostraba más cercano al Bloque soviético. Fueron los informes de la CIA los que informaron del peligro del eje procomunista de Etiopía, Uganda y Mozambique para países prooccidentales como Kenia, Zaire y Malaui. Tras la caída de Amin, la influencia soviética paso a trasladarse a Angola, Mozambique y África del Sudoeste (actual Namibia).